# Transports en Albanie

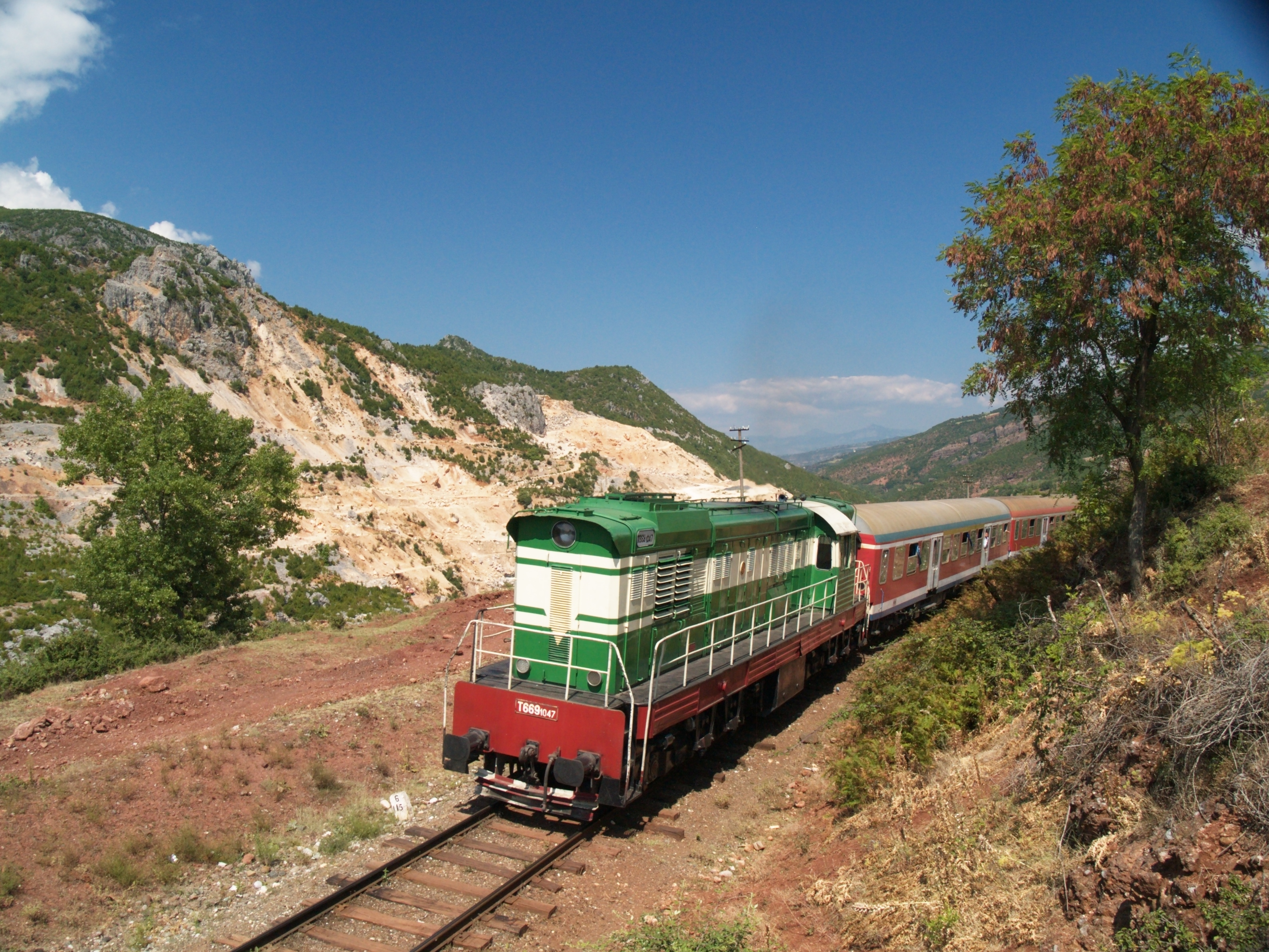
Un train de voyageurs en Albanie.

Les transports en Albanie reposent sur un réseau routier et ferroviaire, ainsi que des ports et aéroports. Victime d'une préoccupation minime durant l'époque communiste, le secteur des transports, notamment des infrastructures routières a bénéficié d'un fort investissement au cours des années 2000, permettant de rattraper une partie du retard.

## Histoire
Sous le régime communiste, la  population doit pour se déplacer utiliser le train, des autobus, la bicyclette ou le chariot à bœufs. Le transport public est pratiquement gratuit. Les dirigeants et dignitaires du pays sont autorisés à posséder des automobiles mais la possession de voitures est interdite au reste de la population jusqu'en 1991. Au début de l'ère communiste, l'achat de véhicules privés est possible au travers d'un système de points, comme en Union soviétique. Cependant le régime albanais choisit de mettre fin à ce système afin d'en finir avec les luttes incessantes des Albanais pour accéder à la tête de la liste, une attitude qualifiée « d'égoïsme bourgeois » et afin d'éviter que les propriétaires privés ne fassent payer les voyageurs désirant profiter de leur véhicule. En conséquence, le régime retire les voitures à leurs propriétaires. Elles sont mises en commun et mises à disposition de collectifs qui peuvent les utiliser en fonction de leurs besoins.

## Transport routier

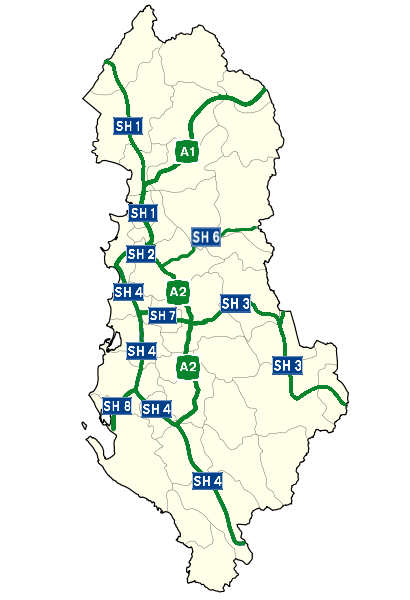
Réseau routier albanais en 2011.

L'Albanie est maillée par un réseau de 18 000 km de routes, dont la qualité varie fortement. La chute du communisme en Europe a laissé les routes albanaises en piètre état, mais l'Etat a entrepris la rénovation des infrastructures et la modernisation à partir des années 2000, les premières autoroutes sont apparues. Les principales villes du pays sont aujourd'hui interconnectées entre elles par des voies rapides ou autoroutes, et au moins par des routes simples en bon état. Ainsi, un réseau rapide et performant côtoie un réseau secondaire mal entretenu sur lequel les trajets sont longs. Les grands axes routiers sont connectés à deux des pays limitrophes, ou à une échelle plus large, comme la Route européenne 762, dont la capitale Tirana est une extrémité, ou la 851. En outre, la route cyclable EuroVelo 8 traverse le pays en longeant les côtes.
La circulation automobile est soumise à une réglementation nationale et au port des plaques d'immatriculation albanaise. L'alcoolémie est interdite au volant. En 2010, on ne comptait que 92 voitures pour 1000 habitants, laissant à la traction animale une certaine place dans les campagnes.

## Transport ferroviaire
L’Albanie a un modeste réseau ferré de 447 km à écartement normal exploité par la compagnie nationale Hekurudha Shqiptare. Des pays limitrophes, seul le Monténégro est raccordé. Les trains, quoique peu nombreux, vétustes et souvent bondés, sont très bon marché.

## Transport maritime et fluvial

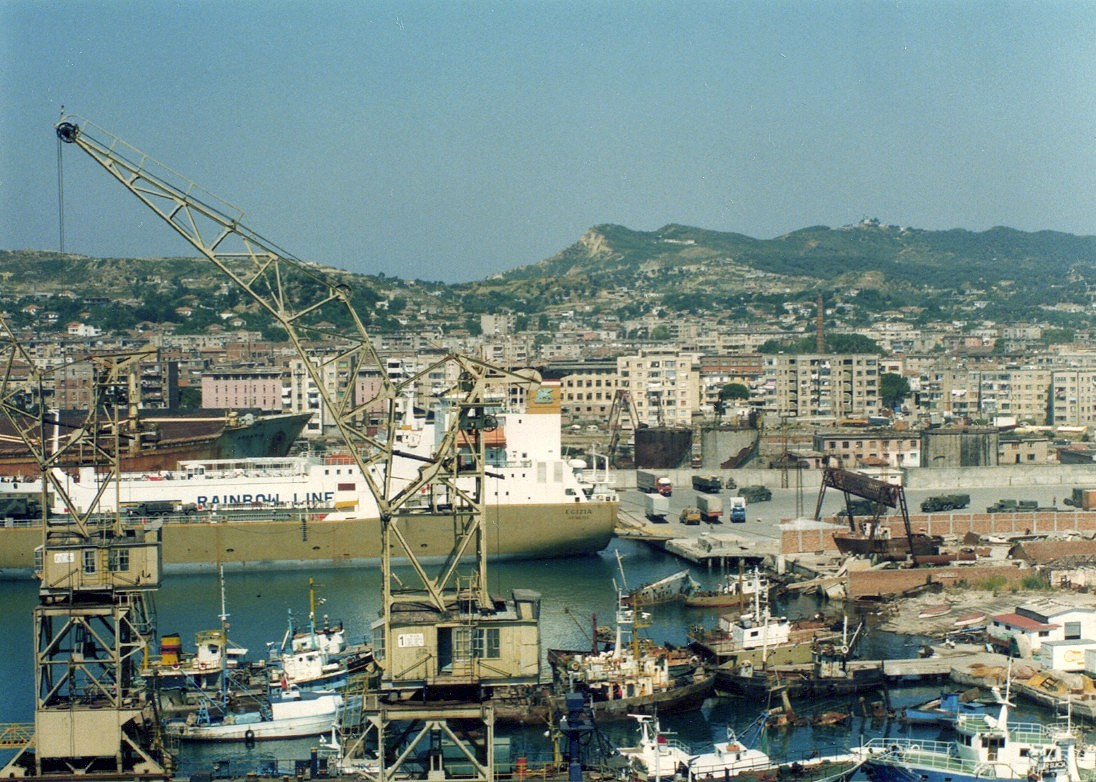
Vue sur le port de Durrës.

L'Albanie est baignée par la mer Adriatique, et ses 427 km de côtes sont dotés de 17 ports de marchandise, dont les principaux sont ceux de Durrës, Saranda, Shëngjin et Vlora. Généralement, les ports albanais ne desservent que les ports italiens de Bari, Brindisi et Ancône et ainsi que ceux de Grèce. Il est possible de se déplacer entre l'Italie et l'Albanie au moyen d'un ferry.
Le Bojana est le seul fleuve navigable, représentant les 41 seuls kilomètres de voies navigables en Albanie. Le ferry du lac Koman dessert les localités sur le lac du même nom.

## Transports aériens
(septembre 2023).
L'Albanie compte quatre aéroports, dont le principal est celui de Tirana, la capitale, qui est le seul aéroport international du pays[réf. nécessaire]. Ce dernier dessert 29 destinations. En 2007, on y dénombrait un million de voyageurs par an, et plus de 40 décollages quotidiens. Un autre est l'aéroport de Kukës.